# Église Saint-Thomas-d'Aquin (Berlin-Charlottenbourg)

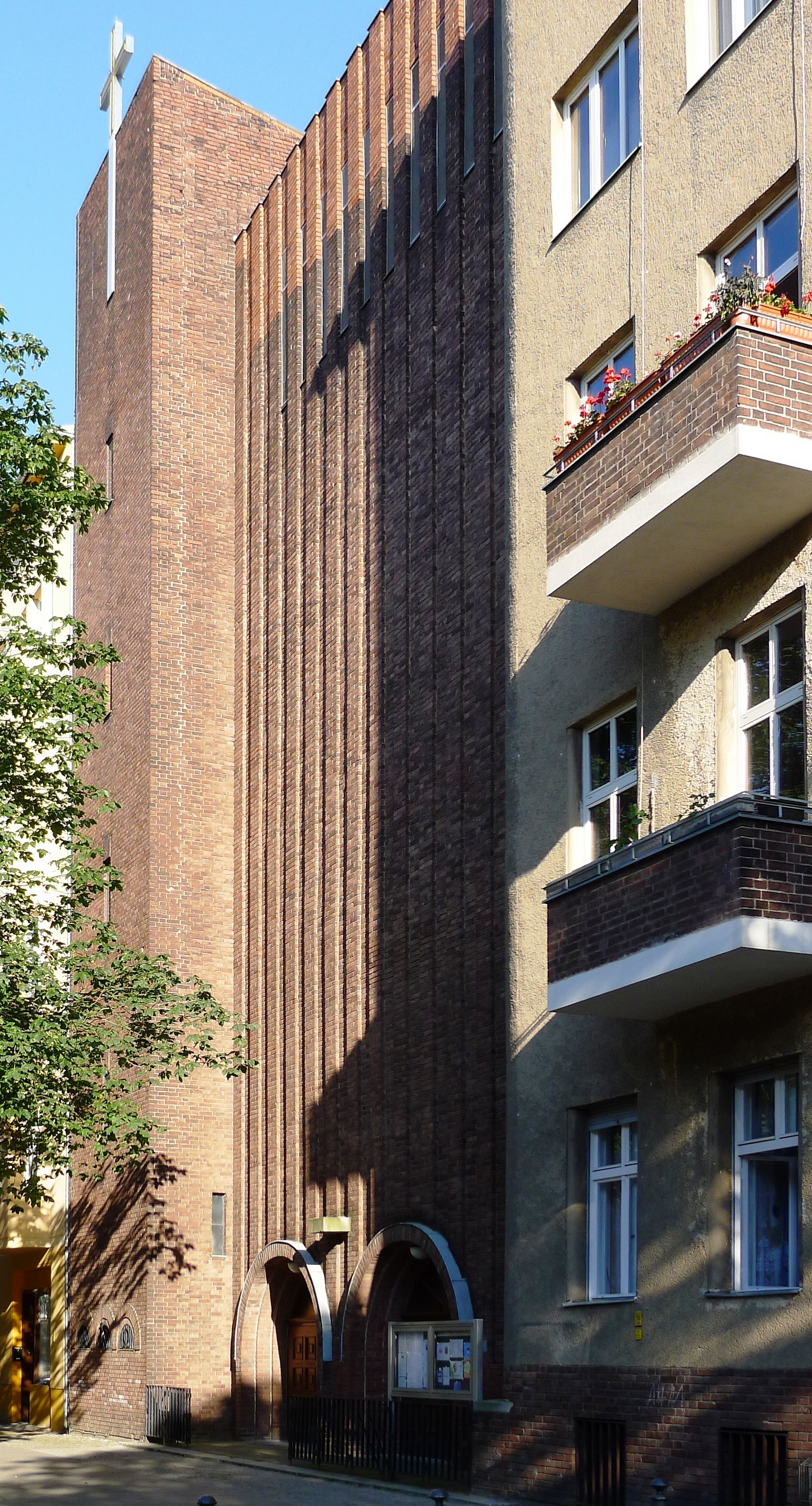
Façade de l'église

La paroisse Saint-Thomas-d’Aquin (St.-Thomas-von-Aquin-Kirche) est fondée avec une chapelle dans la Schlüterstraße en 1923 sous la direction de l'abbé Bernhard Lichtenberg, futur bienheureux. On trouva plus tard un terrain plus convenable à la Schillerstraße au numéro 101 (Berlin-Charlottenbourg) où l'on fit construire une église avec ses dépendances. Le bâtiment de l’église fut terminé et béni en 1932. L'église fut consacrée en 1934 par Mgr Nikolaus Bares.

## Architecture

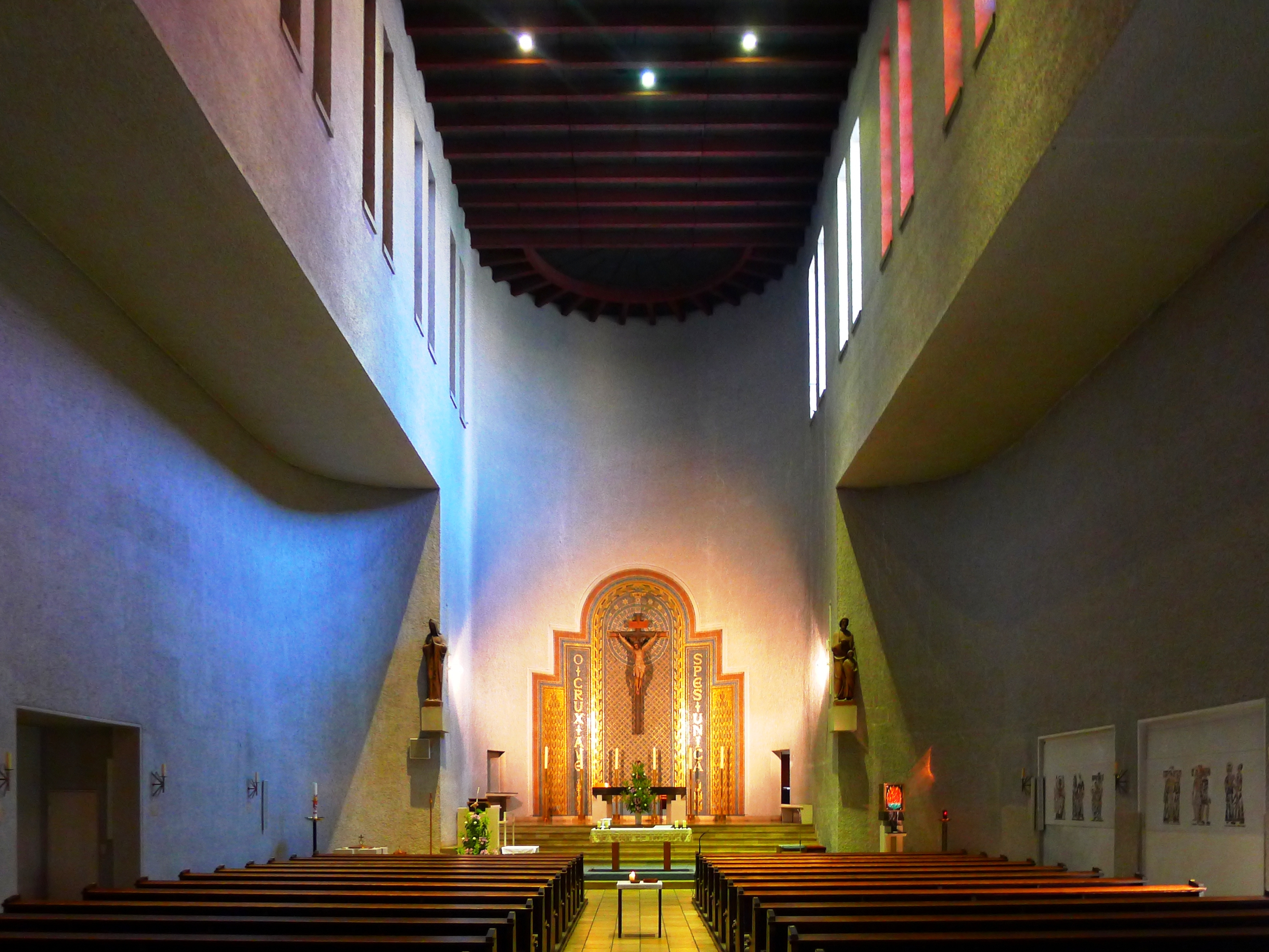
Intérieur de l'église

L’architecture de l’église correspond à l’idée contemporaine d’un bâtiment ecclésial à l'époque où l'expressionnisme de brique était en vogue. Les plans sont conçus par le bureau d'architectes Heilmann et Littmann et la construction confiée à l'architecte Paul Linder. Il s’agit d’une église-halle avec un chœur très élevé, l’autel étant situé devant le mur de l’abside. La chaire à prêcher se trouve près du mur latéral gauche. On appliqua une mosaïque sur le mur du chœur avec l’inscription «o crux, ave, spes unica» «soit salué, oh croix, espoir unique», au début des années 1940.
En 1967, suivant le Concile Vatican II qui renouvela la liturgie, on reconstruisit le maître-autel pour que les prêtres puissent célébrer l’eucharistie face aux fidèles. Néanmoins, il resta au centre du chœur et éloigné des fidèles. Pendant cette restauration, on installa le grand crucifix espagnol du XVIIe siècle par-dessus la mosaïque, don du chapelain M. Fahsel dans les années 1930, qui était autrefois suspendu au travers de l’entrée de côté. Le tabernacle et les fonts baptismaux reçurent leurs emplacements à la droite et à la gauche de l’autel. Dans les années 1980, on installa un autre autel, l’ambon et un siège pour le prêtre devant l’escalier de l’autel pour se rapprocher de l'assemblée des fidèles. 

## La paroisse catholique francophone de Berlin
L'église Saint-Thomas-d’Aquin héberge la paroisse catholique francophone de Berlin et du Brandebourg depuis juin 2000.
La communauté catholique française de Berlin existe depuis 1945.
Elle fut d'abord une « paroisse militaire », pendant presque cinquante ans, puis devint en 1994 une paroisse civile. Elle est « francophone » c'est-à-dire qu'elle accueille tout chrétien catholique parlant français dans Berlin et sa région. 
Elle relève de l'archidiocèse de Berlin, comme toutes les communautés catholiques du diocèse, allemandes et non allemandes.